# トリプトファン
トリプトファン (Tryptophan) はアミノ酸の一種である。ヒトにおける9つの必須アミノ酸の内の1つ。
系統名 2-アミノ-3-（インドリル）プロピオン酸。略号はTrpまたはW。
側鎖にインドール環を持ち、芳香族アミノ酸に分類される。蛋白質構成アミノ酸である。糖原性・ケト原性の両方を持つ。多くのタンパク質中に見出されるが、含量は低い。ナイアシンの体内活性物質であるNAD(H)をはじめ、セロトニン・メラトニンといったホルモン、キヌレニン等生体色素、また植物において重要な成長ホルモンであるインドール酢酸の前駆体、インドールアルカロイド（トリプタミン類）などの前駆体として重要である。

## 物性
- 分子量 204.23
- 等電点 5.89
- 溶解性：蟻酸に可溶、水に難溶、エタノールに極めて難溶、希塩酸に可溶。
- 溶解度（水、g/100g）1.06 (20℃)、1.44 (40℃)、2.05 (60℃)
- ファンデルワールス半径：163
- 味：苦（閾値　0.9mg/ml）（L-体。D-体は甘い）

## 代謝経路
トリプトファンの代謝は極めて多様であり、また複雑である。大まかには以下のように分類できる。
| 代謝経路         | 組織             | 説明 |
| ---------------- | ---------------- | --- |
| キヌレニン経路   | 肝臓             | インドールアミン酸素添加酵素 (IDO) によりL-キヌレニンを経てキヌレン酸へ至る経路。ヒトで約95%。                                                                                        |
| セロトニン経路   | 腸 脳 マスト細胞 | セロトニン・メラトニンの合成に向かう経路。 |
| グルタル酸経路   | 肝臓             | (キヌレニン経路を経て2-アミノ-3-カルボキシムコン酸セミアルデヒドから) エネルギー源としてアセチルCoAへと代謝され完全分解にいたる経路。 (トリプトファンの代謝分解を参照)                |
| NAD 経路         | 肝臓             | (キヌレニン経路を経てキノリン酸から) NAD の合成に向かう経路 |
| トリプタミン経路 |                  | 脱炭酸によりトリプタミンの合成に向かう経路。 |
| インドール経路   |                  | 脱アミノによりインドールピルビン酸の合成に向かう経路。 |
| 蛋白質合成       | 全細胞           | タンパク質を構成するアミノ酸のひとつとして使用 |
| その他           | 腸内細菌         | 腸内細菌や真菌によりインドールへと合成される経路。 腸内微生物により代謝されたインドール類は腸管のAHR受容体等を経由し、キヌレニン経路のIDOとともに腸管の免疫恒常性の維持に利用される。 |

## トリプトファンの効果
トリプトファンは、ヒトの体内に置いて、概日リズムと関連するセロトニンやメラトニンに代謝される。
ヒトの健康維持にとって欠かせない物質であり、かつ、ヒトの体内では十分量が合成出来ない「必須アミノ酸」の1つであって、適量の摂取は精神・神経を落ち着かせるなど、ヒトの健康増進に役立つとされている。
この為、特に改善に役立つとされているのは、不眠症、時差ボケ、うつ病等の疾患であり、米国においてはそれらの症状に処方される場合もある。日本においては、法規上の取り扱いとして成分本質 (原材料) では医薬品でないもの、即ち「医薬品的効果効能を標ぼうしない限り医薬品と判断しない成分本質 (原材料)」に区分されており、現状、国内や海外ではトリプトファンを含むサプリメントが広く流通し販売されている。
しかし、その一方で、トリプトファンもまた多くの栄養素と同様、その過剰摂取に付いて、幾つかの危険性が報告されている。
過剰摂取、或いは他の栄養素や薬品との相互作用で出現する副作用としては、肝硬変の患者における肝性脳症の発症リスク、とりわけトリプトファンはヒトの体内で代謝物のセロトニンを増加させる事から、セロトニン症候群の発症リスクが懸念される。この為、肝硬変の患者へのアミノ酸輸液に付いては、通常の患者に用いる輸液用製剤とは異なる、トリプトファン等の肝性脳症リスクのある物質の配合量を減らした製剤を用いる。
加えて、妊娠中の胎児への影響も報告例があり、1,000mgの摂取で胎児の呼吸不全を招いた懸念が存在する。
なお、過去にはL-トリプトファンを含むサプリメントを摂取した人が、好酸球増多筋痛症候群（EMS）を発症し問題となった（トリプトファン事件）。EMS発症の詳細なメカニズムは解明されていない。

## 食品中の量
基本的には食品中のタンパク質が多いほど多く含まれる。したがって、肉、魚、豆、種子、ナッツ、豆乳や乳製品などに豊富に含まれる。またチョコレート、燕麦、バナナ、ドリアン、マンゴー、ナツメヤシ、牛乳、ヨーグルト、カッテージチーズ、鶏卵、家禽類の肉（ニワトリ、アヒルなど）、ゴマ、ヒヨコマメ、ヒマワリの種、ラッカセイなどに含まれる、という報告がある。
| 食品名         | 含有量 (mg) |
| -------------- | ----------- |
| バナナ         | 10          |
| 牛乳           | 42          |
| ヨーグルト     | 47          |
| 豆乳           | 53          |
| 白米           | 89          |
| そば           | 192         |
| アーモンド     | 201         |
| 肉類           | 150～250    |
| 糸引納豆       | 242         |
| プロセスチーズ | 291         |
| ひまわりの種   | 310         |
| たらこ         | 291         |
| すじこ         | 331         |